# ファイアー・ファイト
『ファイアー・ファイト』（原題：FIREFIGHT）は、アメリカ合衆国の映画作品。

## キャスト
| 役名       | 俳優                         | 日本語吹替 |
| ---------- | ---------------------------- | ---------- |
| ウルフ     | スティーヴン・ボールドウィン | 横島亘     |
| ジョージ   | ニック・マンキューゾ         | 長克巳     |
| ジョナス   | スティーヴ・ベーシック       | 山野井仁   |
| レイチェル | ソーニャ・サロマ             | 安岡有美子 |

- その他の声の吹き替え：村治学／伊藤栄次／山川亜弥／竹田雅則／渡辺英雄／新垣樽助／山岡希美子／山崎雅也